# Gennadij Modestovič Michasievič
Gennadij Modestovič Michasievič (bělorusky Генадзь Мадэставіч Міхасевіч; rusky Геннадий Модестович Михасевич; 7. duben 1947 – 25. září 1987 či 19. leden 1988?) byl sovětský sériový vrah. V letech 1971 až 1985 zavraždil nejméně 36 žen ve Vitebsku, Polotsku a venkovských oblastech blízkých regionů Běloruské SSR.